# Mia Zschocke
Mia Zschocke (n. 28 mai 1998, în Aschaffenburg) este o handbalistă din Germania care evoluează pe postul de centru pentru clubul românesc SCM Râmnicu Vâlcea și echipa națională a Germaniei.
Zschocke a debutat, pe 29 septembrie 2018, pentru naționala de senioare a Germaniei.

## Palmares
- Liga Campionilor:
  - Play-off: 2022, 2023

- Cupa EHF:
  - Optimi de finală: 2015
  - Turul 2: 2020

- Campionatul Germaniei:
  -  Medalie de argint: 2022

- Campionatul Norvegiei:
  -  Medalie de argint: 2023

- Cupa Norvegiei:
  -  Medalie de bronz: 2023

## Galerie de imagini

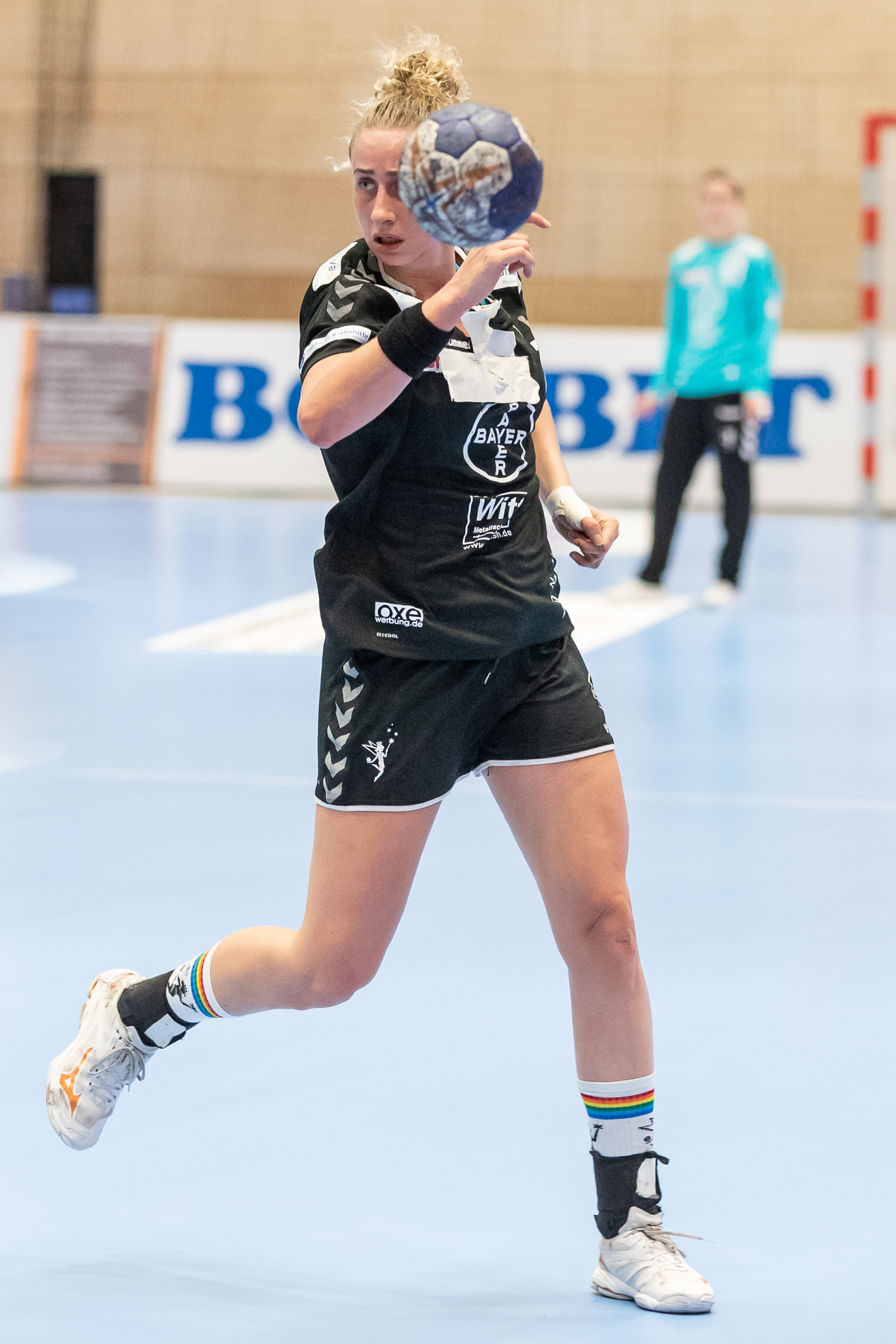
Mia Zschocke, 23 octombrie 2020. Zschocke (nr. 7, în negru) în timpul partidei dintre Thüringer HC și TSV Bayer 04 Leverkusen, din cadrul Campionatului Germaniei ediția 2020-2021, desfășurată în Salzahalle din Bad Langensalza.
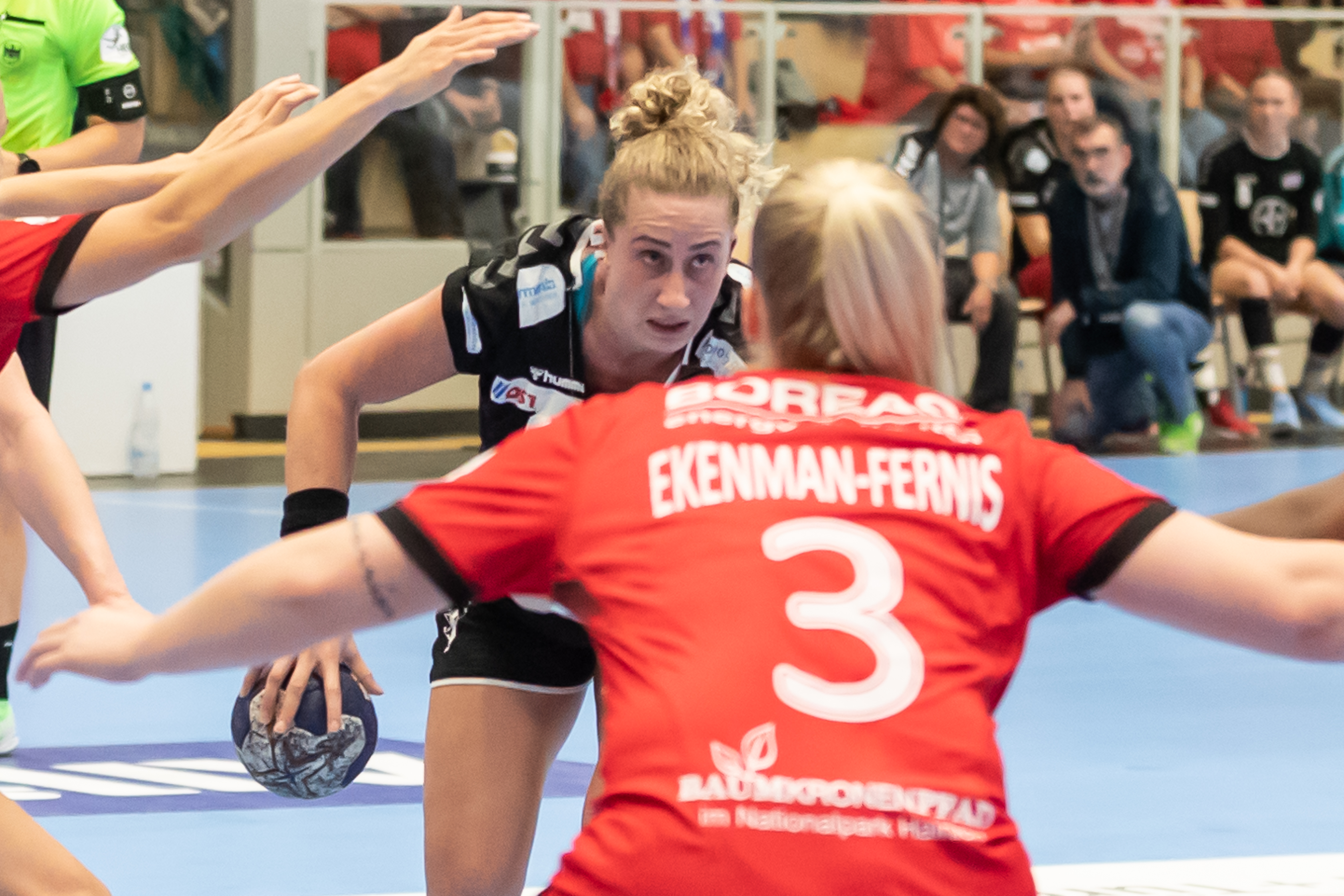
Mia Zschocke, 23 octombrie 2020. Zschocke (nr. 7, în negru) în timpul partidei dintre Thüringer HC și TSV Bayer 04 Leverkusen, din cadrul Campionatului Germaniei ediția 2020-2021, desfășurată în Salzahalle din Bad Langensalza.
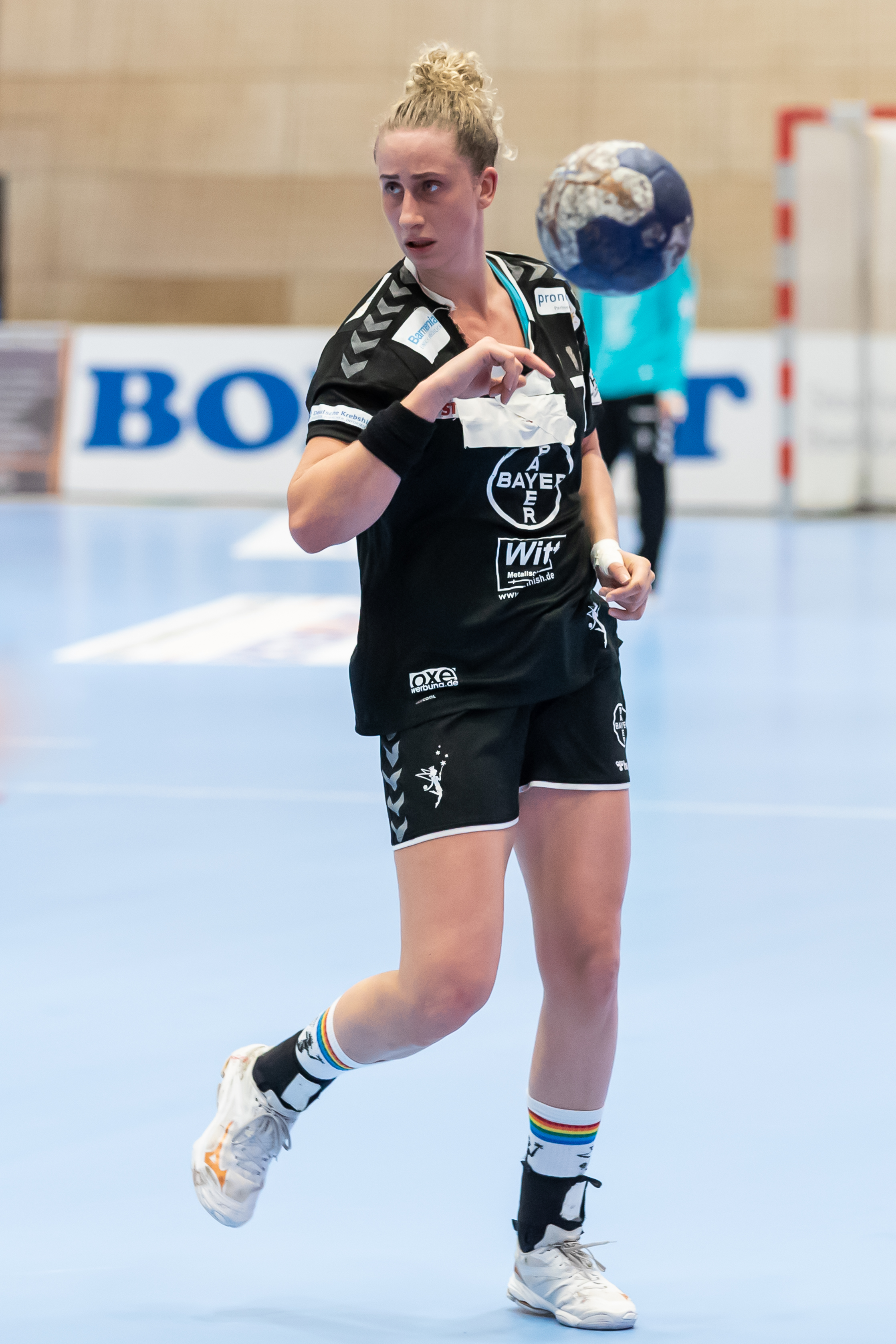
Mia Zschocke, 23 octombrie 2020. Zschocke (nr. 7, în negru) în timpul partidei dintre Thüringer HC și TSV Bayer 04 Leverkusen, din cadrul Campionatului Germaniei ediția 2020-2021, desfășurată în Salzahalle din Bad Langensalza.